# طويس كشميري
الطويس الكشميري أو الأغليس الكشميري (الاسم العلمي:Aglais caschmirensis) (بالإنجليزية: Indian Tortoiseshell)‏ هو نوع من الحشرات يتبع جنس الطويس من فصيلة الحورائيات.